# More Politics
Albums de Termanology
Shut Up and Rap
(2014)
Singles
1. We're Both Wrong
Sortie : 7 juillet 2016
2. I Dream B.I.G.
Sortie : 7 octobre 2016
3. Top Shotta
Sortie : 10 novembre 2016
4. Let's Go (Part 2)
Sortie : 15 novembre 2016

More Politics est le quatrième album studio de Termanology, sorti le 18 novembre 2016.
Cet album est la suite de Politics as Usual publié en 2008.

## Liste des titres
| No  | Titre                                                                                       | Contient un (des) sample(s) de                             | Durée |
| --- | ------------------------------------------------------------------------------------------- | ---------------------------------------------------------- | ----- |
| 1.  | Just Politics (Produit par Just Blaze)                                                      |                                                            | 2:50  |
| 2.  | I Dream B.I.G. (featuring Sheek Louch et Styles P – Produit par Buckwild)                   | Holly de Sharon Forrester                                  | 3:33  |
| 3.  | Looking Back (featuring Crushboys – Produit par J.U.S.T.I.C.E. League)                      |                                                            | 3:31  |
| 4.  | Where's the Love (featuring Bun B, Bodega Bamz et Masspike Miles – Produit par Hi-Tek)      |                                                            | 3:54  |
| 5.  | We're Both Wrong (featuring Saigon – Produit par Q-Tip)                                     | Love Gonna Pack Up (And Walk Out) de Sly, Slick and Wicked | 2:34  |
| 6.  | Let's Go (Part 2) (featuring KXNG Crooked – Produit par Statik Selektah)                    |                                                            | 2:55  |
| 7.  | Top Shotta (featuring Joey Bada$$ – Produit par Statik Selektah)                            |                                                            | 2:34  |
| 8.  | Krazy Thangs (featuring Cyrus DeShield – Produit par Nottz)                                 |                                                            | 4:01  |
| 9.  | First Love (featuring Sean Taylor – Produit par Statik Selektah)                            |                                                            | 3:30  |
| 10. | The Last Time (Produit par Statik Selektah)                                                 |                                                            | 3:06  |
| 11. | Moving Forward (featuring Kendra Foster – Produit par Statik Selektah)                      | Pieces: Tombo/La Escuela/Tombo/The Last Goodbye d'Opa      | 3:35  |
| 12. | The Curve (featuring Westside Gunn, Conway et Your Old Droog – Produit par Statik Selektah) |                                                            | 3:10  |
| 13. | Bar Show (featuring Ea$y Money et Chris Rivers – Produit par Statik Selektah)               |                                                            | 4:00  |
| 14. | It's Quiet (Produit par Dame Grease)                                                        |                                                            | 3:24  |